# Martwiec
Martwiec (czes. Mrtvy vrch) – szczyt graniczny 668 m n.p.m. w południowo-zachodniej Polsce, w Sudetach Środkowych, w Górach Stołowych, w paśmie Zaworów.

## Położenie
Wzniesienie położone jest północno-zachodniej części Zaworów na granicy polsko-czeskiej, około 1,6 km na północny wschód od centrum miejscowości Uniemyśl.

## Fizjografia
Wzniesienie o niewyraźnym, słabo wyniesionym wierzchołku ponad płaską wąsko rozciągniętą południkowo wierzchowinę szczytową. Wznosi się na granicy polsko-czeskiej w niewielkiej odległości na południowy zachód od wzniesienia Skałka, jako niższa, słabo zaznaczona kulminacja w granicznym grzbiecie, ciągnącym się w kierunku południowym równolegle do granicy. Wzniesienie ma postać wydłużonego płaskiego stoliwa o opadającym stromo zachodnim zboczu i prawie niewidocznym spadku południowego i północnego zbocza, które niezauważalnie przechodzą w zbocza sąsiednich wzniesień. Zbocze wschodnie łagodnie schodzi w kierunku czeskiej miejscowości Adrspach. Na zachodnim zboczu występuje skupisko pojedynczych skał tworzących kilkumetrowej wysokości pionową krawędź. Wzniesienie zbudowane jest z górnokredowych piaskowców ciosowych. Płaski szczyt stoliwa oraz zbocza pokrywa lasem świerkowym, podnóże wzniesienia równolegle do grzbietu po polskiej czeskiej stronie zajmują łąki i pola uprawne.

## Turystyka
Szczytem prowadzi szlak turystyczny:
- zielony – szlak graniczny prowadzący od Tłumaczowa na Przełęcz Okraj w Karkonoszach.